# Бурдулі Володимир Іванович
Володимир Іванович Бурдулі (груз. ვლადიმერ ივანის ძე ბურდული; 26 жовтня 1980, Тбілісі, Грузинська РСР, СРСР) — колишній грузинський футболіст, півзахисник. Нині головний тренер клубу «Сіоні».

## Біографія

### Клубна кар'єра
Почав грати у футбол в Грузії в досить ранньому віці, ще в дитячому саду. Батьки не хотіли, щоб Володимир серйозно займався футболом. Велику роль у зміні їх думки зіграв тренер однієї з футбольних секцій, який побачив гру Бурдулі у дворі і прийшов до батьків додому. Першим тренером був угорець Атила Вихр. Він навчався в Тбілісі, захищав дисертацію по темі «Дитячий футбол». Їх команда називалася «Вакей».
Професійно почав грати у 15 років у «Динамо» з Тбілісі, за другу команду, яку тренував Зураб Майсурадзе. В основу потрапив через рік. В першу команду Володимира взяв відомий футболіст і тренер Давид Кіпіані. Йому майже виповнилося 17 років. У сімнадцять років Бурдулі став чемпіоном Грузії.
Потім вирішив перейти в київське «Динамо». Його помітили на Кубку Співдружності, взимку. Тоді команду тренував Олексій Михайличенко. Але з «Динамо» не склалося. Пробув там півтора місяця, на зборах зламав ногу і 6 місяців не грав. Після травми трохи пограв за тбіліське «Динамо» і владикавказьку «Аланію». Потім міг опинитися в англійській Прем'єр-Лізі — ним цікавився «Манчестер Сіті». Але поки вибирав клуб, трансферне вікно закрилося. Довелося повертатися в Грузію.
Потім, опинився на Україні — подзвонили і запросили спробувати сили в «Кривбасі». Там грузин відіграв рік під керівництвом Олександра Косевича. Після Кривого Рогу перейшов в «Зорю».
У вересні 2008 року перейшов в «Таврію», підписав 2-річний контракт, але в команді закріпитись не зуиів, тому здавався в оренду в «Закарпаття».
У 2010 році повернувся на батьківщину. де недовго пограв за «Спартак-Цхінвалі», після чого став гравцем азербайджанського «Нефтчі» (Баку), в якому і завершив професійну кар'єру

### Кар'єра в збірній
За збірну почав грати в 21 рік. Забив 3 голи. Один за молодіжну збірну, і два за першу команду. Забив дуже красивий гол у ворта збірної України під час товариського матчу в Києві у квітні 2002 року.

## Тренерська кар'єра
2013 року очолив клуб елітного грузинського дивізіону «Сіоні».

## Особисте життя
У нього двоє дітей, два хлопчика. Одному шість років, молодшому чотири роки.

## Досягнення
- Чемпіон Грузії: 1997-98, 1998-99, 2002-03
- Володар Кубка Грузії: 2002-03, 2003-04
- Володар Суперкубка Грузії: 1999, 2005